# Art floral
 (juin 2024).

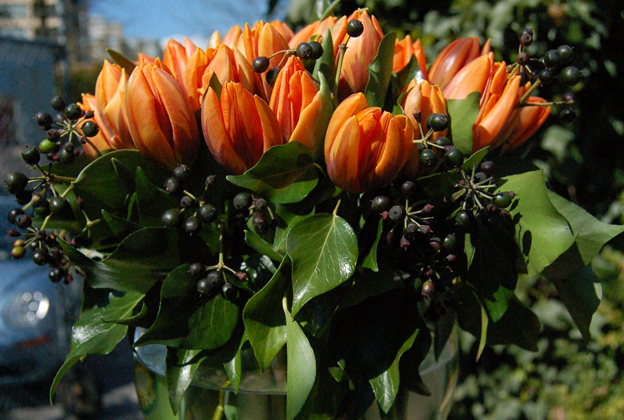
Une composition florale de tulipes et des baies.

L'art floral est l'art de créer des bouquets de fleurs, des compositions florales sur des vases, des pots ou des paniers, mais aussi des bijoux/accessoires et des décors,  cela à l'aide de fleurs, de feuilles, d'herbes aromatiques, d'herbes décoratives ou d'autres matériaux et/ou végétaux (bois, écorces, branches, mousses…). Attention, l'art floral ne doit pas être confondu avec l'horticulture.

## En France

### Artisanat et commerce
L'art floral demande diverses compétences. Les fleurs doivent être sélectionnées de façon à créer une belle harmonie entre elles (choisies par des principes de design ou d'instinct général), doivent être coupées, traitées correctement et doivent être disposées afin qu'elles restent fraîches le plus longtemps possible. Savoir comment concevoir des couronnes, des bouquets, des boutonnières et des fleurs artificielles reste aussi une compétence importante. 
Les compositions florales sont très sollicitées lors des fêtes et événements. Le marché de l'art floral est divisé en cinq sections :
- La période de Noël
- La Saint-Valentin
- La fête des mères
- Les mariages
- Les funérailles.

Ces événements représentent la plus grande part de marché, avec la vente de plantes d'appartement.
Les compositions florales sont aussi sollicitées lors des naissances, anniversaires, Pâques ou lors de l'Avent, avec notamment la couronne de l'Avent.

### Diplôme
Le Diplôme d’Animation Florale Artistique (DAFA) est un examen organisé chaque année par la section art floral de la SNHF sous le haut patronage du ministère chargé de l’Agriculture.

### Syndicat professionnel français
- Fédération française des artisans fleuristes (FFAF)[3]

## En Inde
En Inde, l'art floral peut consister à faire flotter des fleurs dans des urulis.

Urulis décorés avec des fleurs
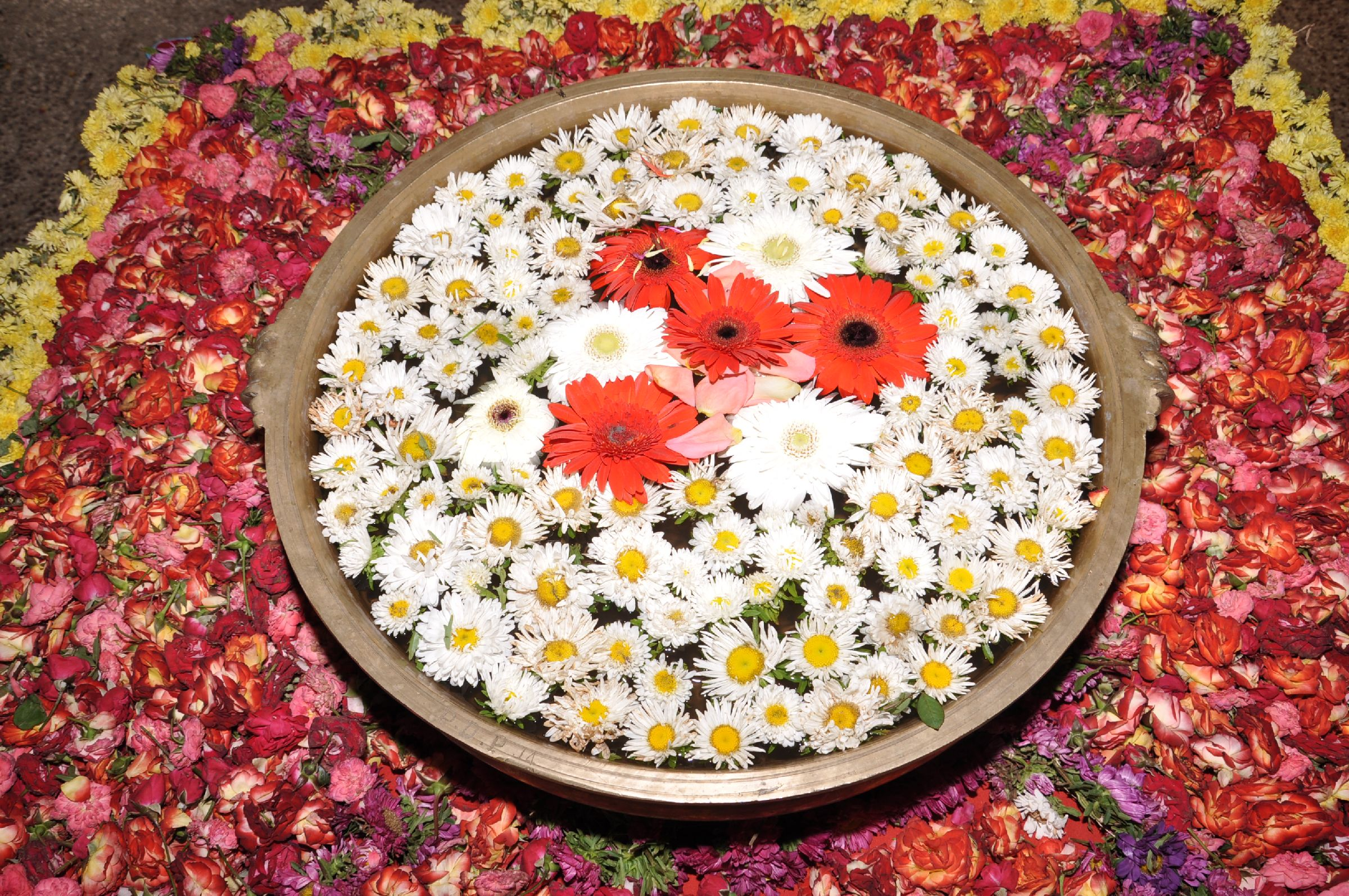
Uruli décoré pour un mariage
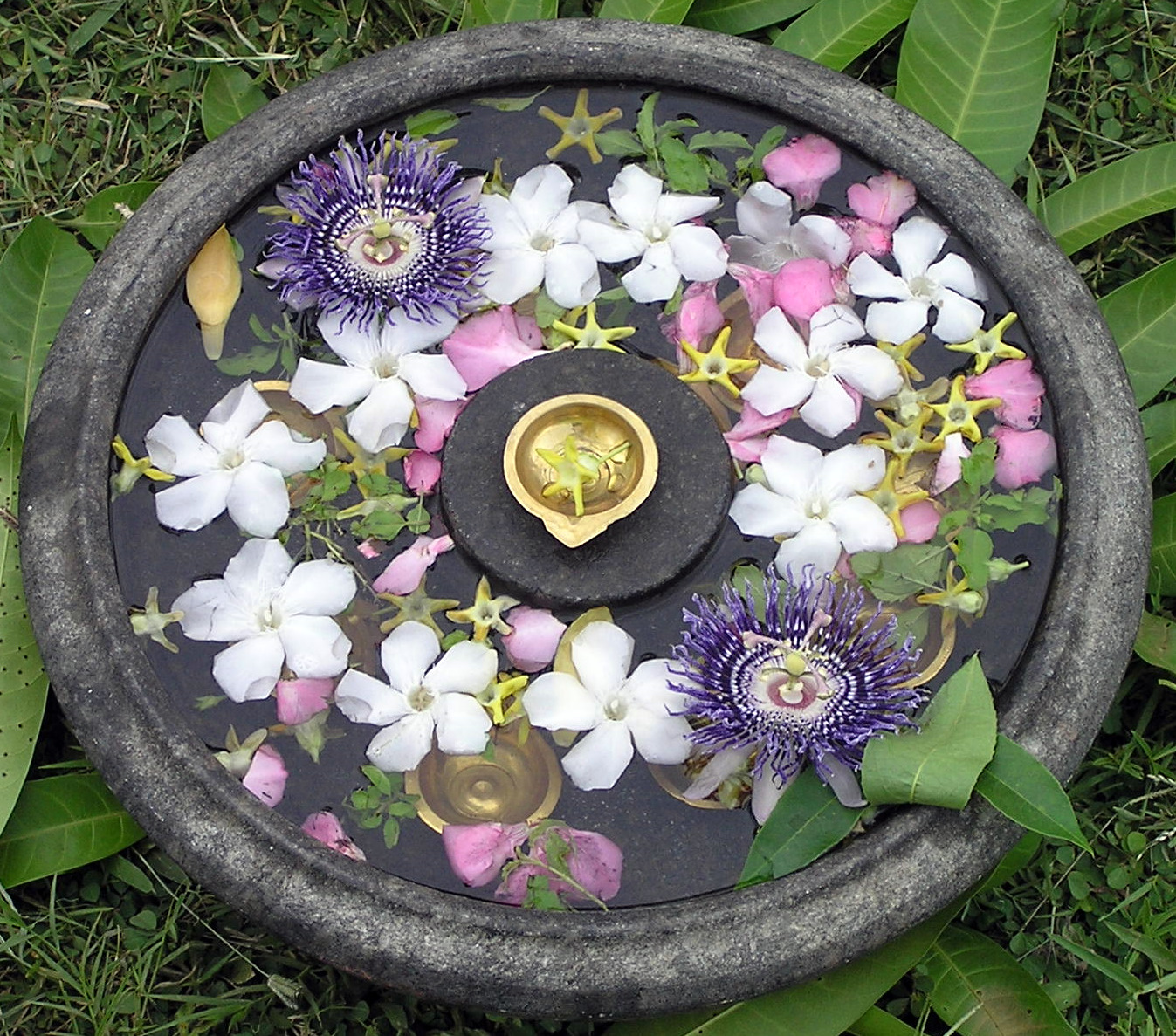

## En Italie

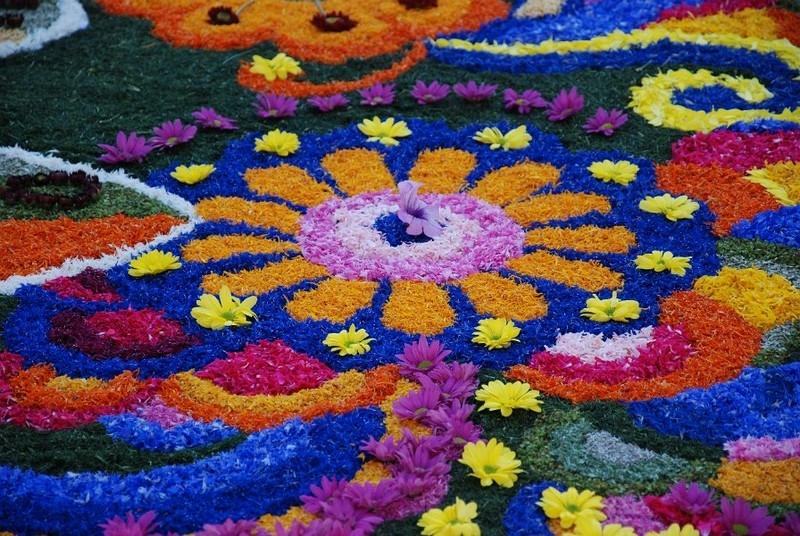
Détail d’une composition des Infiorate di Spello

Les Infiorate di Spello : Issues d'une pratique ancestrale du lancer de fleurs au sortir de célébrations religieuses,  la population de la Ville de Spello dans la région de l’Ombrie en l'Italie centrale prépare tout au long de l’année la fête dite des Infiorate di Spello pour les célébrations du Corpus Domini (neuvième dimanche après Pâques) et qui consiste à tapisser sur plus d'un kilomètre et demi les routes de la Ville de représentations religieuses et ornementales. 
C’est une étape très prisée des fidèles qui parcourent les chemins de saint François d'Assise dans la Marche d’Ancône et un moment d’émerveillement pour les touristes de passage.

## Au Japon
- Azuma Makoto (né en 1976), artiste floral
- Jun'ichi Kakizaki (né en 1971), artiste floral